# Loos

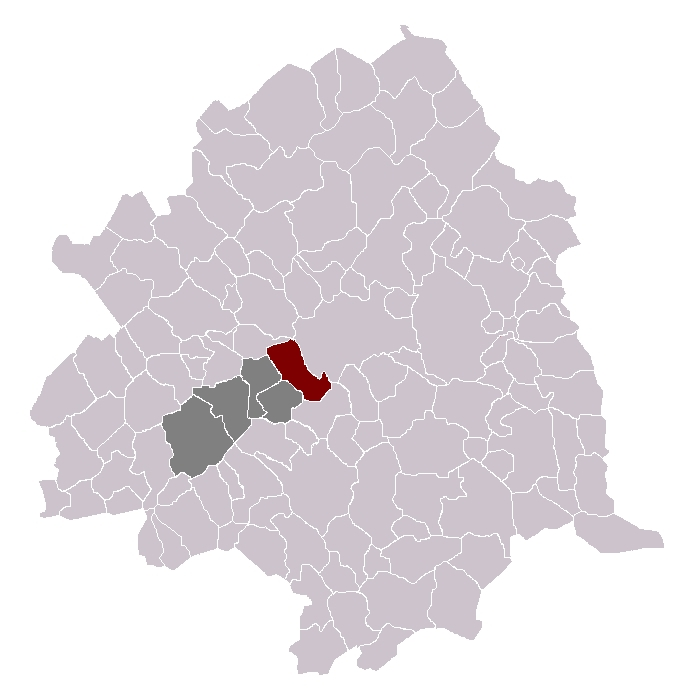
Ubicació de Loos dins del cantó i el districte

Loos és un municipi francès, situat al departament del Nord i a la regió dels Alts de França. L'any 1999 tenia 20.869 habitants. Limita al nord-oest amb Sequedin, al nord amb Lomme, a l'oest amb Haubourdin, a l'est amb Lilla, al sud-oest amb Emmerin i al sud-est amb Wattignies.

## Demografia
| Evolució de la població Ehess i INSEE |       |       |       |       |       |       |       |       |
| 1793                                  | 1800  | 1806  | 1821  | 1831  | 1836  | 1841  | 1846  | 1851  |
| 1 040                                 | 1 007 | 1 061 | 1 160 | 1 564 | 1 891 | 3 404 | 4 117 | 4 082 |

| 1856  | 1861  | 1866  | 1872  | 1876  | 1881  | 1886  | 1891  | 1896  |
| ----- | ----- | ----- | ----- | ----- | ----- | ----- | ----- | ----- |
| 5 169 | 5 172 | 5 702 | 6 333 | 6 706 | 6 617 | 7 753 | 7 924 | 8 770 |

| 1901  | 1906   | 1911   | 1921   | 1926   | 1931   | 1936   | 1946   | 1954   |
| ----- | ------ | ------ | ------ | ------ | ------ | ------ | ------ | ------ |
| 9 513 | 10 640 | 11 468 | 12 197 | 13 865 | 14 233 | 14 362 | 14 678 | 14 882 |

| 1962   | 1968   | 1975   | 1982   | 1990   | 1999   | 2006 | 2011 | 2016 |
| ------ | ------ | ------ | ------ | ------ | ------ | ---- | ---- | ---- |
| 18 367 | 21 007 | 21 530 | 20 640 | 20 657 | 20 869 | -    | -    | -    |

| 2019 | - | - | - | - | - | - | - | - |
| ---- | - | - | - | - | - | - | - | - |
| -    | - | - | - | - | - | - | - | - |

## Administració
| Període | Identitat         | Partit |
| ------- | ----------------- | ------ |
| 1992-   | Daniel Rondelaere | PS     |

## Agermanaments
- Geseke

## Miscel·lània
El seu escut és vermell amb tres mitges llunes grogues, disposades en forma de triangle.
Destaca el campanar de l'ajuntament, declarat Patrimoni de la Humanitat per la UNESCO. És obra de l'arquitecte Louis Marie Cordonnier.